# Óscar Guimeráns
Óscar Guimeráns Rodríguez es un futbolista del Campañó S.D. y actualmente entrenador en el Salgueiriños Club de Fútbol, en su trayectoria como futbolista llegó a jugar en las categorías inferiores de equipos como el Valencia CF o el Real Club Deportivo de la Coruña, así como en equipos senior como el Pontevedra Club de Fútbol.

## Biografía
Nacido en Pontevedra (ESPAÑA) el 31 de octubre de 1986. Mide 1,74 m y pesa 71 kg.

## Trayectoria Deportiva
Se formó en las categorías inferiores del ACD A Seca, equipo en el que permaneció hasta los 14 años. A esas edad firmó por el Valencia CF pero no se adaptó y al poco tiempo de acordar su pase al equipo de Mestalla decidió regresar a Galicia. Cambió un equipo de Primera División por otro, ya que el Deportivo de La Coruña se fijó en él para que pasar a formar parte de sus categorías inferiores. Guimeráns permanece durante cinco temporadas en el club herculino, llegando a debutar en Tercera División con el filial coruñés, con el que luchó por ascender a la Segunda División B en la temporada 2005-06. Un año más tarde cambia de aires y se incorpora al Portonovo SD y se convierte en fijo en las alineaciones del equipo de Baltar, pues juega un total de 37 partidos en los que anota 10 goles y da 9 asistencias. El Portonovo finaliza la temporada en la octava posición, lo que significa uno de los mejores puestos del equipo blanquiazul en toda su historia.
En verano del 2007 son varios los equipos que se interesan por su situación pero finalmente Guimeráns opta por fichar por el Pontevedra CF, con el que realiza la pretemporada y convence al entrenador para que le dé la oportunidad de debutar en Segunda División B.
Años más tarde, en la temporada 2016-2017 decide volver al Pontevedra Club de Fútbol pero esta vez como entrenador, y ascendería al Juvenil A a la máxima categoría del fútbol juvenil, la División de Honor.
En la campaña 2017-2018 entrenó al Infantil A del Salgueiriños club de futbol al que también logró ascender a la máxima categoría, la Liga Gallega
Un año después, en la temporada 2018-2019, entrena al Cadete A del Salgueiriños, con el cual se queda a las puertas del ascenso a División de Honor, máxima categoría de estas edades.
En la temporada 2019-2020 realiza las labores de entrenador tanto con el equipo juvenil como el primer equipo del Club Deportivo Ribadumia. Con el equipo senior logra ascender a Tercera División.
En 2022 fue nombrado como el presidente del Salgueiriños.
- Datos: Q11705578